# Крузейру-ду-Сул (Парана)
Крузе́йру-ду-Су́л (порт. Cruzeiro do Sul) — муниципалитет в Бразилии, входит в штат Парана. Составная часть мезорегиона Северо-запад штата Парана. Входит в экономико-статистический микрорегион Паранаваи. Население составляет 4576 человек на 2006 год. Занимает площадь 258,780 км². Плотность населения — 17,7 чел./км².

## Статистика
- Валовой внутренний продукт на 2003 год составляет 80 296 055,00 реалов (данные: Бразильский институт географии и статистики).
- Валовой внутренний продукт на душу населения на 2003 год составляет 17 230,91 реалов (данные: Бразильский институт географии и статистики).
- Индекс развития человеческого потенциала на 2000 год составляет 0,755 (данные: Программа развития ООН).